# 슈퍼 단간론파 2: 안녕히 절망학원
《단간론파 안녕히 절망학원》(일본어: さよなら絶望学園)은 2012년 7월 26일 일본에서 발매된 플레이스테이션 포터블용 게임이다. 초고교급으로 칭해지는 뛰어난 능력을 갖춘 학생들은 섬에서 나가기 위해서는 동료를 죽여야 하는 규칙을 가진 섬에 갇혀 차례로 발생하는 살인사건을 학급재판으로 해결하는 추리작품이다.

## 챕터별 피해자
1챕터- 토가미 뱌쿠야(사기꾼)
2챕터- 코이즈미 마히루
3챕터- 사이온지 히요코, 미오다 이부키
4챕터- 니다이 네코마루
5챕터- 코마에다 나기토
6챕터- X

## 챕터별 검정
1챕터- 하나무라 테루테루
2챕터- 페코야마 페코
3챕터- 츠미키 미캉
4챕터- 다나카 간다무
5챕터- 코마에다 나기토(자살이지만 룰적으로 타살)/나나미 치아키(배신자)
6챕터- 에노시마 준코의 얼터에고